# Antoine Dadin de Hauteserre
Antoine Dadin de Hauteserre, conosciuto anche come Antoine Dadine d'Auteserre (Cahors, 1602 – Tolosa, 27 aprile 1682), è stato un giurista e storico francese.

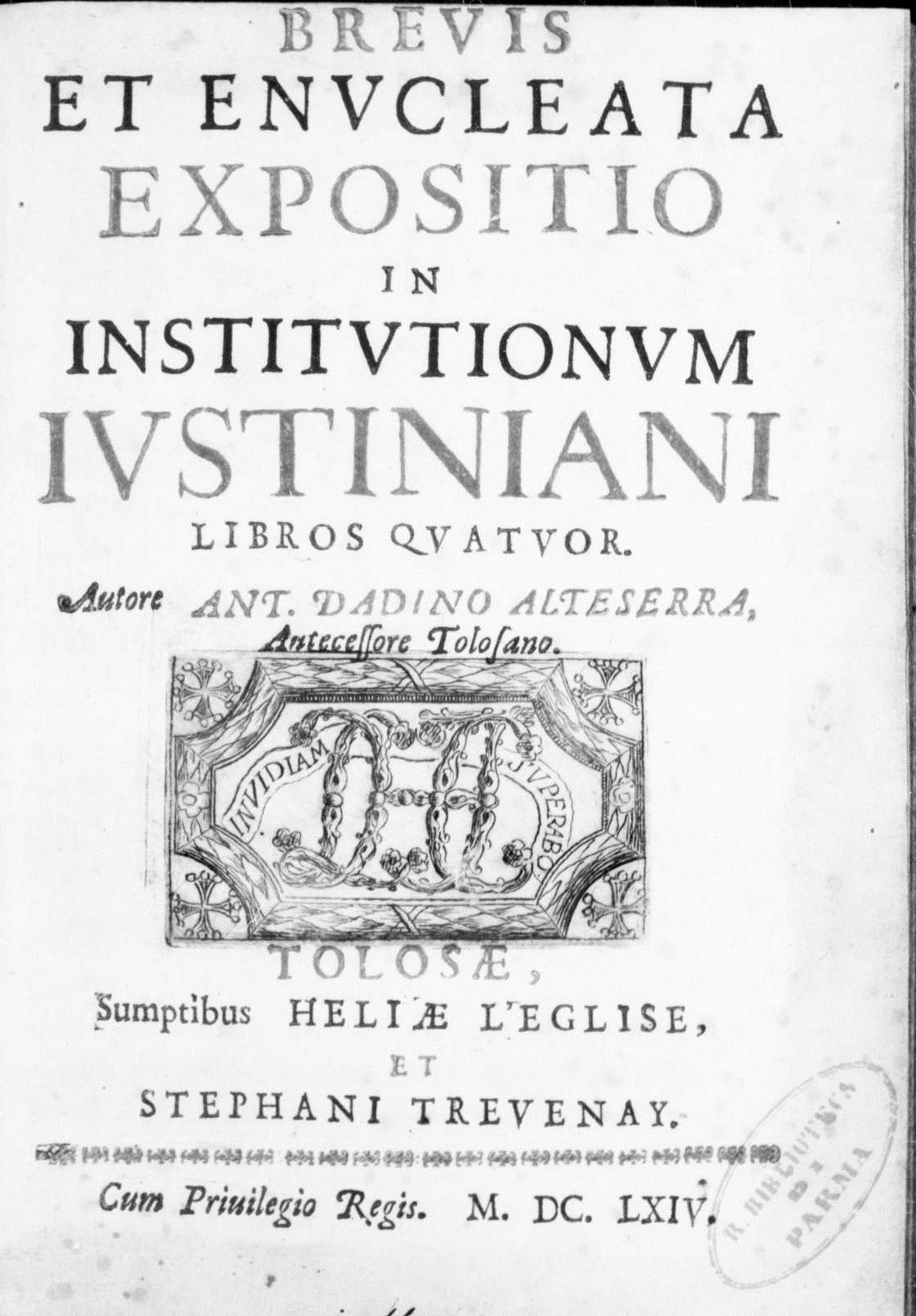
Brevis et enucleata expositio in Institutionum Iustiniani libros quatuor, 1664

Fu professore reggente dell'Università di Tolosa, nominato dal cancelliere Seguier nel 1648.
Alcune delle sue lettere sono state edite, annotate e precedute da una nota biografica, da parte di Tamizey de Larroque, 1876.

## Opere
- Lex romana, Toulouse, chez Colomiers, 1641, 51 p.
- De Ducibus et Comitibus provincialibus Galliae libri tres, suivi du De origine & statu feudorum pro moribus Galliae liber singularis, Toulouse, chez Colomiers, 336 p. Ripubblicato dallo stesso nel 1645. Tome V des Opera omnia
- Rerum Aquitanicarum libri quinque, Toulouse, chez Colomiers, 1643, 395 p., Tome IV-1 des Opera omnia
- Dissertationum juris canonici libri quator, quorum duo priores de adjutoribus Episcoporum, duo posteriores de sacris censibus, Toulouse, chez Colomiers, 1651, 254 p., t. IX des Opera Omnia
- Dissertationum iuris canonici, liber quintus & sextus de parochiis, deque officio & potostate Parochi, Toulouse, chez Colomiers, 1654, 146 p., t. IX des Opera Omnia
- Rerum aquitanicarum libri quinque qui sequuntur quibus continentur gesta regum & ducum aquitaniae, a Clodoveo ad Eleenoram usque, Toulouse, chez Colomiers, 1657, 532 p., Tome IV-2 des Opera omnia
- De fictionibus juris tractatus quinque quibus accessit solemnis praelectio ad L cum societas, ff pro socio, Paris, chez Pierre Lamy, 1659, 181 p.
- (LA) Brevis et enucleata expositio in Institutionum Iustiniani libros quatuor, Toulouse, Helias L'Eglise & Stephan Trevenay, 1664.
- Commentarius perpetuus in singulas decretales Innocentii III. quae per libros quinque decretalium sparsae sunt, Paris, veuve Lamy et Billaine, 1666, 637 p., in folio, t. X des Opera Omnia
- Notas & Observationes in XII libros epistolarum B. Gregorii Papae, hujus nominis I. cognominis Magni, Toulouse, chez Raymond Bosc, 1669, 336 p., t. III des Opera Omnia
- Ecdicus Gregorii papae C.V. Ludovico NubleoAdvocato in senatu Parisiensi, epist. 2, s.l., 1671, 12 p.
- Reverendo Patri Petro Possino Prebytero Societatis Jesu, Toulouse, chez Pech, 1671, 7 p.
- Constitutio Constantini, de episcopali judicio, vindicata adversus Jac. Gothofredum antecessorem Genevensem, in-8, Toulouse, 1672
- Asceticon sive originum rei monasticae libri decem, Paris, chez Billaine, 1674, 500 p. Réédité à Halle, en 1782, par Glück, t.II des Opera Omnia
- Recitationes quotidianae in Claudii Tryphonini libros XXI Disputationum, et varias partes Digestorum et Codicis, tomis V distinctae, Toulouse, chez Pech, 1679, 720 p. t. VIII-1 des Opera Omnia
- Notae et observationes in X libros Historiae Francorum B. Gregorii, Turonensis episcopi, et supplementum Fredegarii, Toulouse, chez Pech, 414 p., t. XI des Opera Omnia
- 1679: De Fictionibus juris, pars secunda complectens VI. et VII. tractatum, Paris, chez Billaine, 1679, 136 p. t. VI des Opera Omnia, réédité à Halle et Helmstadt en 1769
- Notae et observationes in Anastasium De Vitis Romanorum pontificum, Paris, chez Billaine, 1680, 163 p., t. III des Opera Omnia
- In libros Clementinarum commentarii, quibus accessere sex praelectiones solemmnes habitas pro instaurandis scholis, Paris, chez Billaine, 1680, 142 p., Tome V des Opera Omnia
- Recitationes quotidianae in varias partes digestorum & codicis, Toulouse, chez B. Guillemette (typographus, sub imagine Divi Bernardi), 1684 t. VIII-2 des Opera Omnia
- Ecclesiasticae jurisdictionis vindiciae adversiis C. Feuretum, Orléans-Paris, chez Devaux, 1702; t.I des Opera Omnia

Le sue opere complete sono state ristampate a Napoli, dall'avvocato Michele Marotta, tra il 1777 e il 1780, in 11 volumi, ristampate tutte le opere citate, ad eccezione della Lex Romana, le due lettere del 1671 e del Constitutio Constantini, che fu persa.

### Opere perdute
- la terza parte degli Annales d'Aquitaine
- volumi 3, 4 e 5 delle sue recitazioni del diritto romano
- un commento su tutti i decretali di Alessandro III contenuti nel Liber Extra
- osservazioni sulle epistole di Clemente IV
- le memorie sulla legge francese
- un ottavo libro di De fictionibus
- un De universitatibus e la giurisperite che ab Irnerio
- una lettera di controversia contro un benedettino